# Silecki Folwark
Silecki Folwark (deutsch Gut Schülzen, auch: Klein Schülzen) ist ein kleiner Ort in der polnischen Woiwodschaft Ermland-Masuren und gehört zur Gmina Srokowo (Drengfurth) im Powiat Kętrzyński (Kreis Rastenburg).

## Geographische Lage
Silecki Folwark liegt in der nördlichen Mitte der Woiwodschaft Ermland-Masuren, 14 Kilometer nordöstlich der Kreisstadt Kętrzyn (deutsch Rastenburg).

## Geschichte
Das einstige und um 1800 Schülzen C genannte Gut lag 1,8 Kilometer südlich des Dorfes Schülzen (polnisch Silec) im ostpreußischen Kreis Rastenburg. 1820 zählte Schülzen C mit dem Vorwerk Klein Schülzen 32 Einwohner. 1874 wurde es in den neu errichteten Amtsbezirk Salzbach (polnisch Solanka) eingegliedert.
1885 zählte das Gut Schülzen 33, 1905 noch 13 Einwohner. Bis 1904 gehörte es zum Standesamt Fürstenau (polnisch Leśniewo), danach bis 1945 zum Standesamt Drengfurth (Srokowo). Am 30. September 1928 wurde der Gutsbezirk Schülzen C in die Landgemeinde Schülzen (Silec) eingemeindet.
Als 1945 in Kriegsfolge das gesamte südliche Ostpreußen an Polen überstellt wurde, war auch Schülzen mit seinem Ortsteil Gut Schülzen davon betroffen. Gut Schülzen erhielt die polnische Namensform „Silecki Folwark“, besitzt heute aber keine Eigenständigkeit, sondern ist „część wsi Silec“ (deutsch „ein Teil des Dorfes Silec“) und gehört als solches zur Landgemeinde Srokowo (Drengfurth) im Powiat Kętrzyński (Kreis Rastenburg), bis 1998 der Woiwodschaft Olsztyn, seither der Woiwodschaft Ermland-Masuren zugeordnet.

## Kirche
Bis 1945 war Gut Schülzen in die evangelische Pfarrkirche Drengfurth in der Kirchenprovinz Ostpreußen der Kirche der Altpreußischen Union sowie in die katholische St.-Katharinen-Kirche Rastenburg mit der Filialkapelle Drengfurth im damaligen Bistum Ermland ingepfarrt.
Heute gehört Silecki Folwark katholischerseits zur Heilig-Kreuz-Kirche Srokowo bzw. zur Christkönigskirche Radzieje (Rosengarten), außerdem zur evangelischen Kirche Srokowo, einer Filialkirche der Johanneskirche Kętrzyn in der Diözese Masuren der Evangelisch-Augsburgischen Kirche in Polen.

## Verkehr
Silecki Folwark liegt östlich der Woiwodschaftsstraße 650 und ist von Solanka (Salzbach) bzw. Sińczyk-Leśniczówka (Klein Blaustein) aus in Fahrtrichtung Podlasie (Louisenhof) zu erreichen. Eine Anbindung an den Bahnverkehr existiert nicht.